# Hiroaki Nagashima
Hiroaki Nagashima (長島 裕明 Nagashima Hiroaki?, nacido el 22 de marzo de 1967 en Kanagawa) es un exfutbolista y actual entrenador japonés que se desempeñaba como defensa.

## Clubes

### Como futbolista
| Club              | País  | Año         |
| ----------------- | ----- | ----------- |
| Fujita Industries | Japón | 1989 - 1991 |

### Como entrenador
| Club             | País  | Año  |
| ---------------- | ----- | ---- |
| Tokushima Vortis | Japón | 2016 |